# Sala Paul Espacio Joven
La Casa de la Juventud Sala Paúl Espacio Joven se ubica en Jerez de la Frontera (Andalucía, España).
Ubicada en un antiguo casco bodeguero, es un complejo que unifica recursos en políticas socioculturales tales como aulas de formación, punto joven de información, sala de exposición, Café Paul, auditorio, sala de cine y conciertos, etc.
Desarrolla diferentes actividades, destacando el Festival de Cortometrajes de Jerez, el Certamen Andaluz “6 Grupos 6” y el Certamen y Exposición Expresión Joven.

## Instalaciones
Desde el punto de vista arquitectónico, su peculiaridad se basa en ser un complejo bodeguero remodelado, con un patio interno que sirve de conexión entre las diferentes salas y recursos.
Se conservan las columnas originales y la estructura de puertas y ventanas, que aportan calidez e identidad local al complejo. Se añadieron cristaleras en el tejado para aumentar la luminosidad del interior.
Por nuevas obras de remodelación, gran parte de la sala estuvo cerrada durante dos años, reabriendo en junio de 2009 con la celebración del Certamen Andaluz 6 Grupos 6.
Tras la apertura, durante el primer semestre de 2010, más de 1000 personas visitaron las exposiciones de la Sala Paúl Espacio Joven
Las instalaciones cuentan con conexión libre a Internet y zona wi fi.

### Organización

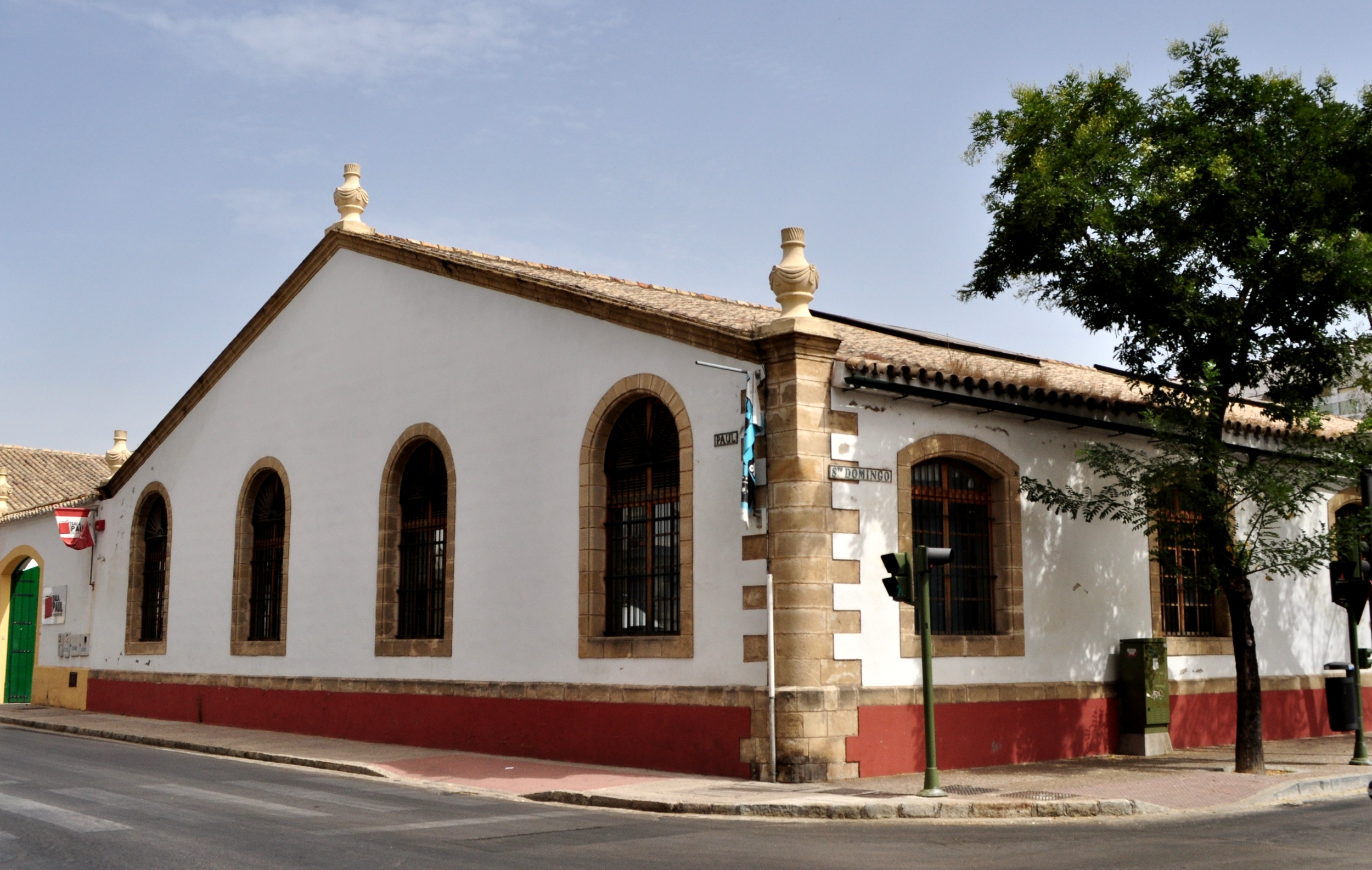
Exterior bodeguero de la Sala Paulo Espacio Joven, Jerez de la Frontera.

El complejo se organiza alrededor de un patio, a través del cual se tiene acceso a:
- Auditorio
- Sala de Exposiciones
- Aulas de formación
- Oficina de información
- El Café de Paul
- Sala Paúl Conciertos
- Delegación de Juventud

## Actividades
Las grandes áreas en las que la Sala Paul Espacio Joven desarrolla sus actividades son:
- Información: Oficina de Información sobre becas, ayudas, proyectos europeos …
- Formación: programas formativos de diferentes áreas (idiomas, salud, cultura, informática, diseño, etc.).
- Ocio y entretenimiento: acoge diferentes programas de cine, música, teatro, danza, fotografía, etc. destacando el Festival de Cortometrajes de Jerez.
- Conferencias: Prebienal de Jóvenes Creadores, Foro de Empleo y de Juventud del INJUVE, Conferencia de Juventud de la Unión Europea,[3] etc.
- Recursos para la creatividad: certámenes y concursos anuales y sala de exposiciones permanente para autores noveles.

### Actividades más relevantes
Las actividades anuales más relevantes que se desarrollan en las instalaciones son:
- Trifulca Tropical 3. Trifulca Tropical 3
- Festival de Jerez. Ciclo De la Frontera
- Festival de Cortometrajes de Jerez
- Certamen Andaluz “6 Grupos 6”
- Certamen y Exposición Expresión Joven[4]
- Jerez Rock Festival[5]
- Sueños estivales: versos y música solidaria por la paz[6]
- Fiebre de Sábado Noche[7]

## Galería
|  |  |  |